# رانيتيدين
رانيتيدين هو مركب من مضادات الهيستامين التي تقوم بإخماد الحموضة المعدية المنتجة. من الشائع استخدامها في علاجات أمراض التقرحات الهضمية والمريئية. يمكن الحصول عليها بدون وصفة طبية.
والاسم التجاري له (زانتاك) وهو أحد مضادات مستقبلات الهستامين H2 التي تمنع إنتاج حمض المعدة، ويستخدم عادة في علاج مرض قرحة المعدة ومرض الارتداد المعدي المريئي. ويستخدم الرانيتيدين جنبًا إلى جنب مع الفيكسوفينادين ومضادات الهستامين الأخرى لعلاج بعض الأمراض الجلدية كالشرى. تم اكتشاف الرانيتيدين وتطويره من قبل علماء في شركة جلاكسو الصيدلانية، وهو الآن جزء من GSK (شركة الأدوية متعددة الجنسيات)، وهو أيضًا على قائمة منظمة الصحة العالمية للأدوية الأساسية، التي تحتوي على أهم الأدوية الضرورية للنظام الصحي الأساسي.

## الاستخدامات الطبية
- التخفيف من حرقة المعدة، عسر الهضم الحمضي حموضة المعدة.
- علاج طويل أو قصير الأمد لقرحة المعدة والإثني عشر. يمكن إعطاء الرانيتيدين مع مضادات الاتهاب اللاستيرويدية (NSAIDs) للتقليل من خطر الإصابة بالقرحة. ولكن تعد مثبطات مضخة البروتون (PPIs) أكثر فعالية للوقاية من القرحة التي تسببها هذه المسكنات،[6]
- في الحالات المرضية التي يزيد فيها إفراز حمض المعدة مثل متلازمة زولينجر إليسون.
- الارتداد المعدي المريئي.
- التهاب المريء التآكلي.
- يستخدم كجزء من نظام متعدد الأدوية للقضاء على البكتيريا المسببة للقرحة (H. pylori) للحد من تكرار الإصابة بقرحة الاثنتي عشر.
- القرحة المتكررة الناتجة بعد العمليات الجراحية.
- نزيف الجهاز الهضمي العلوي.
- الوقاية من الالتهاب الرئوي الشفطي أثناء الجراحة، يمكن إعطاء الرانيتيدين قبل الجراحة كإجراء وقائي للحد من خطر الإصابة بالالتهاب الرئوي الشفطي. حيث أنه لا يزيد من درجة حموضة المعدة فحسب، بل أيضًا يقلل من الإنتاج الكلي لعصير المعدة. في عام 2009 أثبتت التحاليل المقارنة بين تأثير الرانيتيدين ومثبطات مضخة البروتون في تقليل خطر الإصابة بالالتهاب الرئوي الشفطي قبل الجراحة أن الرانيتيدين هو الأكثر فعالية في التقليل من حجم إفرازات المعدة.[7]
- قد يكون له تأثير مضاد للقيء عند إعطائه قبل الجراحة.[8]
- الوقاية من القرحة الناتجة عن التوتر عند المرضى ذوي الحالات الحرجة.

### المستحضرات
يمكن الحصول على مستحضرات الرانيتيدين بدون وصفة طبية في العديد من البلدان. في الولايات المتحدة، تتوفر أقراص 75 و 150 ملغم بدون وصفة طبية.
يتم تصنيع زانتاك في بورنغير إنغلهايم. في أستراليا، هناك حزم تحتوي على 7-14 جرعة من أقراص 150 ملغم متوفرة في محلات السوبر ماركت.
الحزم الصغيرة بجرعة 150 ملغم و300 ملغم تقع ضمن الأدوية الصيدلانية – القائمة 2 ( التي لا تحتاج لوصفة طبية)
لا تزال الجرعات الأكبر والحزم ذات الأحجام الأكبر تتطلب وصفة طبية.

### الجرعات
لعلاج القرحة، يكون لجرعة الليل أهمية، حيث أن زيادة درجة الحموضة في المعدة والإثني عشر في الليل عندما تكون المعدة فارغة تعزز الشفاء من القرحة. على العكس من ذلك، لعلاج الارتجاع يعد تناول جرعات أصغر ولكن بتكرار أكثر هو الأكثر فعالية.
كان الرانيتيدين يستخدم على المدى الطويل –وأحيانًا لأجل غير مسمى- لعلاج الارتجاع قبل أن تحل مثبطات مضخة البروتون محله في هذا الدور، حيث أنه من الممكن حدوث مقاومة سريعة لهذا الدواء في غضون 6 أسابيع من بدء العلاج، مما قد يحد من إمكانية استخدامه على المدى الطويل، ولكن، وعلى الرغم من ذلك، تم منح ذوي متلازمة زولينجر إليسون جرعات عالية جدًا دون أي ضرر.

## الرانيتيدين والقرحة الهضمية
يستخدم الرانيتيدين مثله مثل جميع مثبطات مستقبلات الهيستامين من النمط الثاني في معالجة القرحات المعدية والعفجية ولكن النكس شائع بعد إيقاف العلاج. وهذا ما أدى لاستخدام مثبطات مضخة البروتون PPIs بشكل أوسع وذلك في إطار العلاج الثلاثي للقرحة
في معالجة القرحة الهضمية السليمة :
300مغ مرة واحدة يوميا قبل النوم لمدة 8 أسابيع

## الأعراض الجانبية

### الجهاز العصبي المركزي
نادرًا ما قد يسبب الرانيتيدين الشعور بالتوعك، الدوخة، النعاس، الأرق والدوار. بالإضافة إلى ذلك، تم الإبلاغ عن حالات من الارتباك، الإثارة، الاكتئاب والهلوسة عند شديدي المرض وكبار السن. من المعروف أن الرانيتيدين قد يتسبب بأعراض جانبية وتداخلات دوائية أقل مقارنة بالسيميتيدين.

### الجهاز الهضمي
جميع مضادات مستقبلات الهستامين H2 لديها القدرة على التسبب بنقص فيتامين B12 نتيجة لانخفاض امتصاصه من الأطعمة المحتوية عليه. المرضى كبار السن الذين يتناولون مضادات مستقبلات الهستامين H2 هم أكثر عرضة للاحتياج لمكملات B12 من الأشخاص الذين لا يتناولون هذه الأدوية.
وقد تسبب مضادات مستقبلات الهستامين H2 أيضًا في تقليل امتصاص الأدوية التي تتطلب المعدة الحمضية كمضادات الفطريات الأزولية وكربونات الكالسيوم. بالإضافة إلى ذلك، تشير دراسات متعددة إلى أن استخدام مضادات مستقبلات الهستامين H2 مثل الرانيتيدين قد يزيد من خطر الإصابة بالإسهال المُعدي، بما في ذلك إسهال المسافر والسالمونيلا.
وأخيرًا، قد يتسبب الرانيتيدين بارتفاع خطر الإصابة بالحساسية تجاه الأطعمة أو الأدوية، من خلال تثبيط تحطيم البروتينات بواسطة الحموضة. وهكذا، تمر البروتينات غير المهضومة في القناة الهضمية، حيث تحدث الحساسية. من أجل ذلك، فإن المرضى الذين يتناولون هذا الدواء ينتجون كميات أكبر من الغلوبولين المناعي E ضد الأطعمة سواء أكانت لديهم أجسام مضادة في السابق أم لا. وحتى بعد أشهر من التوقف، أظهر المرضى نسبة أعلى ب 6% من الغلوبولين المناعي E.

### القلب والأوعية الدموية
كما تم الإبلاغ عن عدم انتظام ضربات القلب مثل تسرع القلب، وبطء القلب، وإحصار أذيني بطيني، والانقباضات البطينية المبكرة.

### الكبد
لوحظ التهاب الكبد الصفراوي، وفشل الكبد، والتهاب الكبد، واليرقان، وتطلب التوقف الفوري للدواء. يمكن أن تكشف اختبارات الدم عن زيادة في إنزيمات الكبد أو فرط الحمضات، على الرغم من أنه في حالات نادرة، قد تتطلب حالات التسمم الكبدي الشديد إلى خزعة للكبد.

### الرئتين
الرانيتيدين وغيره من مضادات مستقبلات الهستامين H2 قد تزيد من خطر الالتهاب الرئوي في المرضى بالمستشفيات. كما أنها قد تزيد من خطر الالتهاب الرئوي المكتسب من المجتمع في البالغين والأطفال.

### الدم
من المعروف أن الرانيتيدين قد يسبب نقص الصفيحات الدموية ولكنه عرض جانبي نادر نسبيًا. نقص الصفيحات الدموية الناتج عن تناول الرانيتيدين عادة ما يستغرق أسابيع أو أشهر حتى يظهر، ولكن قد يظهر في غضون 12 ساعة من تناول الدواء عند البعض. عادة، ينخفض عدد الصفيحات الدموية إلى 80% من المعتاد، وقد يترافق نقص الصفيحات مع قلة العدلات وفقر الدم.

### الجلد
الطفح الجلدي، بما في ذلك من حالات نادرة من الحماميات متعددة الأشكال، وحالات نادرة من تساقط الشعر والتهاب الأوعية الدموية.

## التحذيرات والاحتياطات

### التحذيرات المرتبطة بالأمراض
تخفيف أعراض الجهاز الهضمي الناجم عن استخدام الرانيتيدين لا يستبعد احتمالية وجود مرض خبيث في المعدة. بالإضافة إلى ذلك، يجب استخدام الرانيتيدين بحذر عند وجود اعتلال في الكلية أو الكبد. وأخيرًا، ينبغي تجنب استخدام الرانيتيدين عند الأشخاص الذين يعانون من البرفيريا، لما قد يتسببه من حدوث نوبات.

### التحذيرات المرتبطة بالحمل
تم تصنيف هذا الدواء في فئة الحمل B في الولايات المتحدة.

### التحذيرات المرتبطة بالرضاعة
يدخل الرانيتيدين حليب الأم، حيث يبلغ ذروة تركيزه في حليب الأم بعد خمس ساعات ونصف بعد أخذ الجرعة. من أجل ذلك، ينبغي توخي الحذر عند وصفه للنساء المرضعات.

### التحذيرات المرتبطة بالأطفال
استخدام مثبطات حامض المعدة عند الأطفال مرتبط بزيادة احتمالية الإصابة بالتهاب المعدة والأمعاء الحاد والالتهاب الرئوي المكتسب من المجتمع. أفاد تحليل جماعي طبق على ما يزيد عن 11000 من حديثي الولادة أن هناك ارتباطًا بين استخدام مضادات مستقبلات الهستامين H2 وزيادة احتمالية الإصابة بالاتهاب المعوي القولوني الناخر عند حديثي الولادة ذوي الأوزان المنخفضة جدا. بالإضافة إلى ذلك، تم الإبلاغ في تحليل جماعي طبق على 274 من حديثي الولادة ذوي الأوزان المنخفضة جدًا عن زيادة بمقدار 6 أضعاف في أعداد الوفيات والمصابين بالتهاب المعدة والأمعاء النخري والمصابين بالالتهابات (مثل الإنتانات، الاتهاب الرئوي، التهاب القناة البولية) عند الأطفال الذين يتلقون العلاج بالرانيتيدين.

### الشوائب
علمت إدارة الغذاء والدواء الأمريكية (FDA) أن بعض أدوية الرانيتيدين، بما في ذلك بعض المنتجات التي تباع تحت الاسم التجاري زانتاك، تحتوي على شوائب من النتروزامين يسمى ثنائي ميثيل نتروزامين (DMN) بمستويات منخفضة. يتم تصنيف DMN باعتباره مادة مسرطنة محتملة للإنسان. أعلنت وزارة الصحة الكندية أنها تقوم بتقييم DMN في الرانيتيدين وطلبت من المصنعين إيقاف توزيع منتجات الرانيتيدين في كندا حتى يتم العثور على مستويات DMN الآمنة في هذه المنتجات. بدأت الوكالة الأوروبية للأدوية في إجراء مراجعة على مستوى الاتحاد الأوروبي لأدوية الرانيتيدين بناءً على طلب المفوضية الأوروبية.
في سبتمبر 2019، أصدرت Sandoz «بتوقف التوزيع الأحترازي» لجميع الأدوية التي تحتوي على رانيتيدين. بعد بضعة أيام، أصدرت Sandoz استعادة كبسولات هيدروكلوريد الرانيتيدين في الولايات المتحدة.
استعادت وكالة الأدوية الإيطالية (AIFA) جميع الرانيتيدين الذي يستخدم مكونًا صيدلانيًا نشطًا يسمى (API) من مختبرات ساراكا.
نشرت لجنة الصيادلة الألمانية (AMK) قائمة بالمنتجات المستعادة.

## الرانيتيدين في علم الأدوية

### آلية العمل
الرانيتيدين هو مضاد تنافسي لمستقبلات الهستامين الثانية H2 الموجودة في الخلايا الجدارية للمعدة. وهذا يؤدي إلى تقليل إفراز حمض المعدة وتقليل تركيز أيونات الهيدروجين في المعدة.

### الحرائك الدوائية
الامتصاص: عن طريق الفم: 50%
الارتباط بالبروتينات: 15%
التمثيل الغذائي: أكسيد النتروجين هو المستقلب الرئيسي.
عمر النصف: عند الأشخاص الذين لديهم كلى سليمة وتصفية الكرياتينين تتم لديهم بنسبة طبيعية، يبلغ عمر النصف للرانيتيدين المتناول عن طريق الفم 2,5-3 ساعة، أما إذا تم أخذه عن طريق الوريد فيتراوح عمر النصف بين 2-2,5 ساعة.

#### كبار السن
يتراوح عمر النصف بين 3-4 ساعات بسبب انخفاض وظائف الكلى وما يتبع ذلك من انخفاض في تصفية الدم.
الإخراج: يتم إخراج الرانيتيدين عن طريق البول بشكل رئيسي. بالإضافة إلى ذلك، فإن 30% من الجرعة المعطاة فمويا تتجمع في البول كدواء غير مُمتص خلال 24 ساعة.

#### الأطفال
أظهرت الدراسات التي أجريت على الأطفال بين عمر الشهر إلى 16 سنة عدم وجود فروقات كبير بين حرائك الرانيتيدين مقارنة مع البالغين الأصحاء بعدما تم تصحيح أوزانهم.

## الرانيتيدين عبر التاريخ
تم تحضير الرانيتيدين لأول مرة تحت اسم AH19065 عن طريق جون برادشو في صيف عام 1977 من مختبرات أبحاث وير في (Allen & Hanburys Ltd)، وهي جزء من منظمة Glaxo, حيث تم تحضير الرانيتيدين بعد اكتشاف السيميتيدين، وهو المركب الأول من فئة مضادات مستقبلات الهستامين H2 الذي طوره السير جيمس بلاك في (Smith,Kline and French) وأطلق في المملكة المتحدة تحت اسم تاجميت في نوفمبر تشرين الثاني عام 1976. بعد ذلك اندمجت الشركتان تحت اسم (GlaxoSmithKline) في أعقاب سلسلة من عمليات الاندماج والاستحواذ بدءّا من اندماج الشركتين (Allen & Hanburys Ltd) و(Glaxo) تحت اسم مجموعة Glaxo في عام 1979، وصولًا إلى اندماج (Glaxo Wellcome) و(SmithKline Beecham) في عام 2000. وكان الرانيتيدين نتيجة لعمليات تصنيع الدواء عن طريق تعديل لنموذج مضادات مستقبلات الهستامين وباستخدام العلاقة بين هيكل المركب ووظيفته.
جلاكسو عدلت النموذج عن طريق استبدال حلقة الإميدازول في السيميتيدين بحلقة فيوران (محتوية على النيتروجين)، وهكذا تم تصنيع الرانيتيدين الذي وجد أنه يملك أعراض جانبية وتداخلات دوائية أقل، ومفعول أطول، وفعالية أكبر ب 10 أضعاف فعالية السيميتيدين. لدى الرانيتيدين 10% فقط من قابلية السيميتيدين للارتباط ب CYP450 مما يجعله يملك أعراض جانبية أقل، ولكن مضادات مستقبلات الهستامين الأخرى كالفاموتيدين والنيزاتيدين ليس لها تفاعلات تذكر مع CYP450.
قدم الرانيتيدين في عام 1981 وأصبح الدواء الأكثر مبيعًا في العالم بحلول عام 1988. بعد ذلك حلت محلها مثبطات مضخة البروتون ذات الفعالية الأكبر، وأصبح الأوميبرازول الدواء الأكثر مبيعًا في العالم لسنوات عديدة. عندما تمت مقارنة الأوميبرازول والرانيتيدين في دراسة أجريت على 144 مريضًا بالالتهاب أو التآكل أو قرحة المريء، شفي 85% من الأشخاص الذين تمت معالجتهم بالأوميبرازول في غضون ثمانية أسابيع، في حين لم يشفى إلا 50% من الأشخاص الذين تمت معالجتهم بالرانيتيدين في نفس الفترة. بالإضافة إلى ذلك، أظهر الأوميبرازول تخفيفًا أسرع لأعراض حرقة المعدة.

## وصلات خارجية
- معلومات المستهلك من المصنٌع - .